# Cardenal Caro (métro de Santiago)
Cardenal Caro est une station de la ligne 3 du métro de Santiago au Chili, située dans la commune de Conchalí.

## Situation
La station se situe entre Los Libertadores, le terminus, au nord-ouest, et Vivaceta au sud-est, en direction de Fernando Castillo Velasco. Elle est établie sous l'intersection des avenues de l'Indépendance et Cardenal Caro.

## Historique
La station est ouverte le 22 janvier 2019, lors de la mise en service de la ligne 3.

## Dénomination
La station est située à quelques mètres de l'avenue portant le nom de José María Caro (1866-1958), archevêque de Santiago du Chili et le premier prélat chilien à être nommé cardinal par le Saint-Siège.